# جيم ديفيس (سياسي)
جيم ديفيس (بالإنجليزية: Jim Davis)‏ هو سياسي أمريكي، ولد في 28 يوليو 1928، وتوفي في 27 نوفمبر 2012. انتخب عضو مجلس نواب إنديانا.